# Kino „Delfin”
Kino „Delfin” – kino w Ustce powstałe w 1936 r. jako niemiecki kinoteatr. Znajduje się przy ul. Marynarki Polskiej 82.

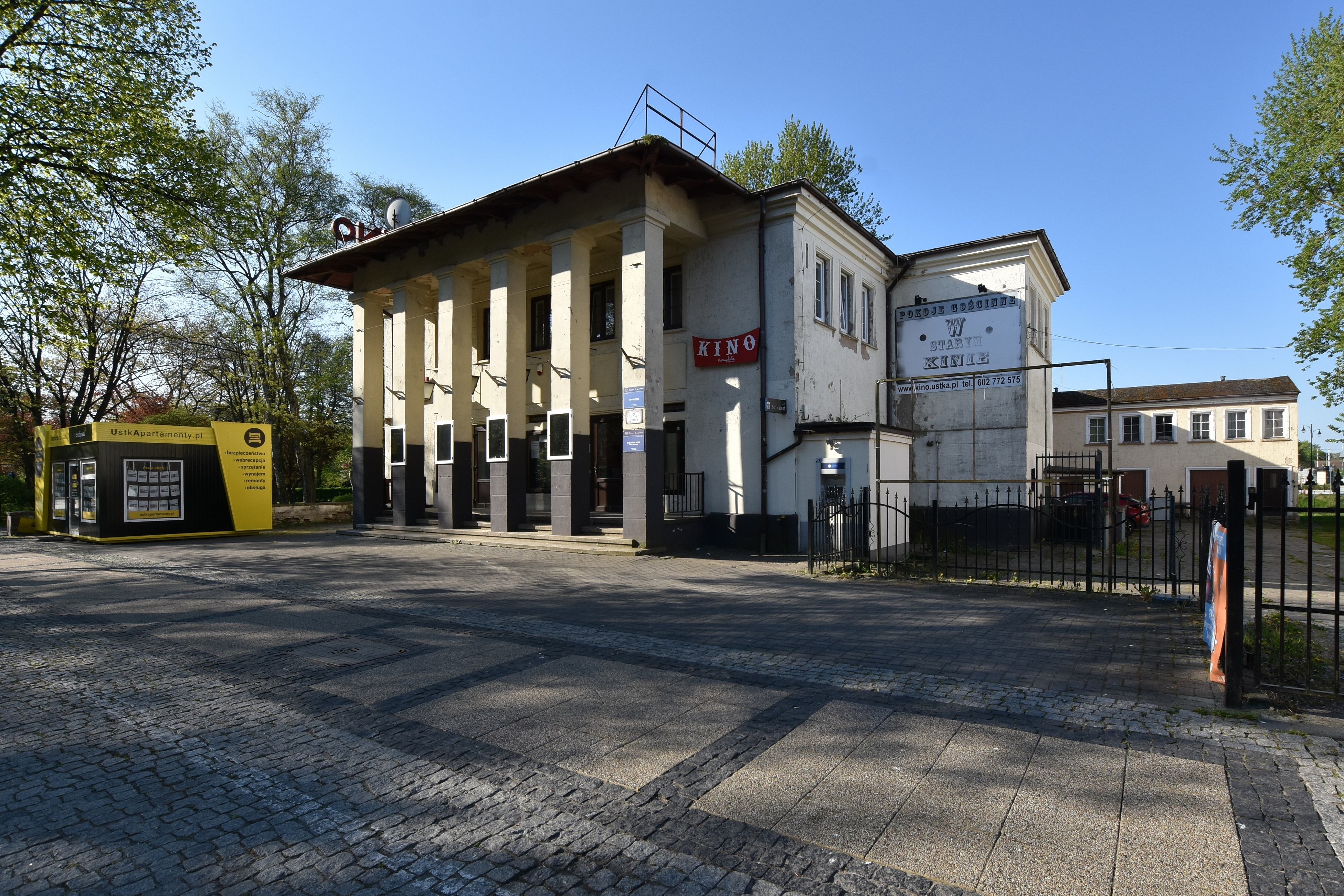
Budynek kina od strony ul. Marynarki Polskiej

Posiada 240 miejsc siedzących, w tym 11 w lożach (kanapy ze stolikami).

## Historia

### Do 1945 roku
W kurorcie wyświetlano już filmy przed powstaniem przeznaczonego do tego budynku, jednak w 1936 r. z inicjatywy przedsiębiorcy o nazwisku Schwarz postawiono gmach kina w wówczas jeszcze osadzie.
Przed wojną wyświetlano produkcje fabularne, a także propagandowe „Wochenschau”, sławiące nazistowski reżim oraz sukcesy wojsk podczas wojny. W Ustce stacjonowały wtedy tysiące żołnierzy Luftwaffe, którzy uczęszczali na seanse.

### Po 1945 roku
Kino przejął i nadał mu nazwę „Delfin” Bronisław Brzóska, gdynianin osiadły w miejscowości świeżo dołączonej do Polski.
Budynek był zdewastowany, należało dokonać gruntownego remontu, by nadawał się do użytku. Latem 1945 roku dokonano otwarcia instytucji. Przy kinie znajdowała się stołówka dla personelu, gdzie podawano m.in. ryby przywożone z morza. Z biegiem lat kino działało coraz prężniej. Organizowało nie tylko seanse filmowe, ale także spektakle, koncerty oraz widowiska. Wraz z rozpowszechnianiem się nośników i wzrostem liczby ludzi oglądających filmy kino podupadło.
Na przełomie 2011 i 2012 r. budynek wyremontowano i zakupiono projektor trójwymiarowy. Wymieniono stare siedzenia i zmniejszono ich liczbę z 300 na 240.
Obecnie w budynku poza seansami filmowymi odbywają się przedstawienia teatralne dla szkół lub ogólnomiejskie wydarzenia jak Usteckie Potyczki Ortograficzne, a właściciele oferują także pokoje gościnne oraz ogródek z kawiarenką i pubem.